# استلی ویلج
استلی ویلج (به انگلیسی: Astley Village) یک محله مدنی در منطقه چورلی در لانکاشر، انگلستان است که حومه چورلی را پوشش می‌دهد. بر اساس سرشماری سال ۲۰۱۱، جمعیت آن ۳۰۰۵ نفر بوده است.

## منبع
- مشارکت‌کنندگان ویکی‌پدیا. «Astley Village». در دانشنامهٔ ویکی‌پدیای انگلیسی، بازبینی‌شده در ۲۰۲۴-۰۸-۲۴.